# Katie Bouman
Katherine Louise Bouman (Indiana, Estados Unidos, 9 de mayo de 1989) es una ingeniera electricista y científica de la computación estadounidense que trabaja en el campo imágenes generadas por computadora. Dirigió el desarrollo de un algoritmo para la obtención de imágenes de agujeros negros, conocido como Reconstrucción Continua de Imágenes de Alta Resolución utilizando Prioridades de Parche (CHIRP, por sus siglas en inglés), y fue miembro del equipo del Telescopio Event Horizon que capturó la primera imagen de un agujero negro.
El Instituto Tecnológico de California, que contrató a Bouman como profesora asistente en junio de 2019, le concedió una cátedra nombrada en 2020.

## Primeros años y educación
Bouman creció en West Lafayette, Indiana. Su padre, Charles Bouman, es profesor de ingeniería eléctrica e informática y de ingeniería biomédica en la Universidad de Purdue. Como estudiante de secundaria, Bouman realizó una investigación sobre imágenes en la Universidad de Purdue. Se graduó del West Lafayette Junior-Senior High School en el año 2007.
Estudió Ingeniería Eléctrica en la Universidad de Míchigan y se graduó summa cum laude en el 2011. Obtuvo su máster en el año 2013 y su doctorado en el 2017, ambos en Ingeniería Eléctrica y Ciencias de la Computación por el MIT.
En el MIT, fue miembro del Laboratorio de Ciencias de la Computación e Inteligencia Artificial de dicha institución, grupo que también trabajó estrechamente con el Observatorio Haystack y con el Event Horizon Telescope. Recibió una beca de posgrado de la National Science Foundation de Estados Unidos. Su tesis de máster, Estimating Material Properties of Fabric through the Observation of Motion, recibió el premio Ernst Guillemin a la mejor tesis de máster en ingeniería eléctrica. Su tesis doctoral, Extreme imaging via physical model inversion: seeing around corners and imaging black holes, fue supervisada por William T. Freeman del MIT. Antes de recibir su título de doctorado, Bouman dio una charla TEDx, How to Take a Picture of a Black Hole, en la que explicaba los algoritmos que podrían utilizarse para capturar la primera imagen de un agujero negro.

## Continuous High-resolution Image Reconstruction using Patch priors, CHIRP
Tras obtener su doctorado, Bouman se incorporó a la Universidad de Harvard como becaria postdoctoral en el equipo del Event Horizon Telescope Imaging.

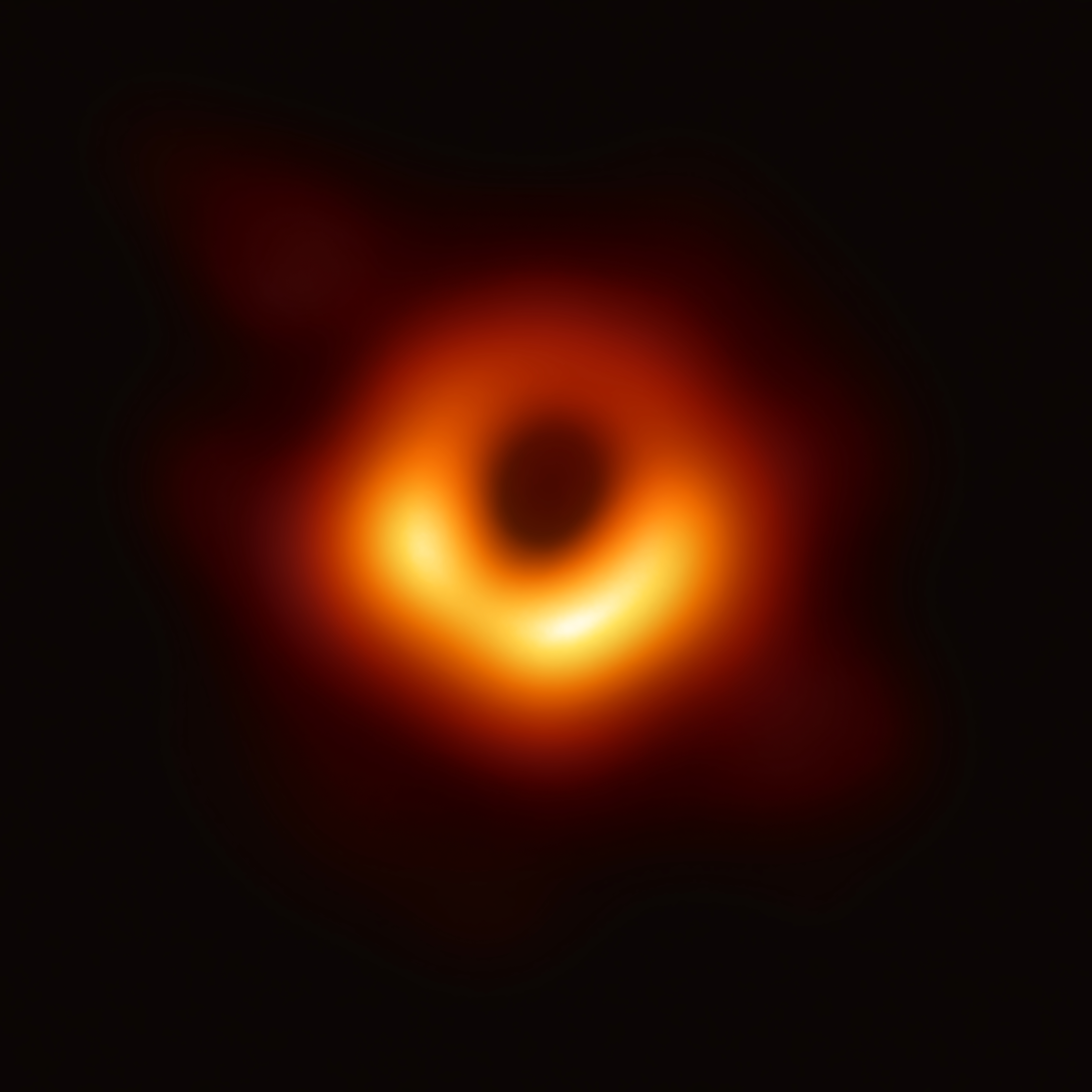
Primera fotografía de un agujero negro supermasivo, tomada por el Telescopio del Horizonte de Sucesos, en 2019.

Bouman se incorporó al proyecto del Event Horizon Telescope en 2013. Dirigió el desarrollo de un algoritmo para la obtención de imágenes de agujeros negros, conocido en español como Reconstrucción Continua de Imágenes de Alta Resolución utilizando Prioridades de Parche (CHIRP, por sus siglas en inglés). CHIRP inspiró los procedimientos de validación de imágenes utilizados en la adquisición de la primera imagen de un agujero negro en abril de 2019, y Bouman desempeñó un papel importante en el proyecto al verificar las imágenes, seleccionar los parámetros para filtrar las imágenes tomadas por el Event Horizon y participar en el desarrollo de un marco de imagen robusto que comparaba los resultados de diferentes técnicas de reconstrucción de imágenes. Su grupo está analizando las imágenes del Telescopio Event Horizon para aprender más sobre la relatividad general en un campo gravitatorio fuerte.
Bouman recibió una gran atención de los medios de comunicación después de que se hiciera viral una foto que mostraba su reacción a la detección de la sombra del agujero negro en las imágenes del EHT. Algunas personas en los medios de comunicación y en Internet insinuaron erróneamente que Bouman era un "genio solitario" detrás de la imagen. Sin embargo, la propia Bouman señaló en repetidas ocasiones que el resultado era fruto del trabajo de una gran colaboración, lo que demuestra la importancia del trabajo en equipo en la ciencia. Bouman también fue objeto de ciberacoso, hasta el punto de que su colega Andrew Chael declaró en Twitter en la que criticaba los "horribles y sexistas ataques a mi colega y amiga", incluidos los intentos de socavar sus contribuciones atribuyéndole únicamente el trabajo realizado por el equipo.
Bouman se unió al Instituto de Tecnología de California (Caltech) como profesora asistente en junio de 2019, donde planea trabajar en nuevos sistemas de imágenes computacionales utilizando visión artificial y el aprendizaje automático. Según su página web de la facultad, es profesora adjunta de Informática y Ciencias Matemáticas, Ingeniería Eléctrica y Astronomía, así como becaria Rosenberg. Bouman recibió una cátedra nombrada en Caltech en 2020.